# Episodi di Henry Danger (prima stagione)
La prima stagione della serie televisiva Henry Danger è andata in onda negli Stati Uniti d'America dal 26 luglio 2014 al 16 maggio 2015.
In Italia i primi due episodi sono stati trasmessi in anteprima il 5 gennaio 2015 (il secondo dei quali dopo la mezzanotte, dunque già in data 6 gennaio) su Nickelodeon, dove la stagione è iniziata regolarmente il 9 marzo 2015 ed è finita il 27 novembre 2015. Su Super! è andata in onda dal 14 novembre 2015 al 28 giugno 2016.
| n. | Codice di prod. | Titolo originale             | Titolo italiano                            | Prima TV USA      | Prima TV Italia  |
| -- | --------------- | ---------------------------- | ------------------------------------------ | ----------------- | ---------------- |
| 1  | 101             | The Danger Begins            | L'inizio (prima parte)                     | 26 luglio 2014    | 5 gennaio 2015   |
| 2  | 102             | The Danger Begins            | L'inizio (seconda parte)                   | 26 luglio 2014    | 5 gennaio 2015   |
| 3  | 103             | Mo' Danger, Mo' Problems     | Effetti collaterali                        | 13 settembre 2014 | 9 marzo 2015     |
| 4  | 104             | The Secret Gets Out          | Il segreto svelato                         | 20 settembre 2014 | 10 marzo 2015    |
| 5  | 105             | Tears Of The Jolly Beetle    | Le lacrime dell'Allegro Maggiolino         | 27 settembre 2014 | 11 marzo 2015    |
| 6  | 106             | Substitute Teacher           | Il supplente                               | 4 ottobre 2014    | 12 marzo 2015    |
| 7  | 107             | Jasper Danger                | Jasper Danger                              | 18 ottobre 2014   | 8 giugno 2015    |
| 8  | 108             | The Space Rock               | Il meteorite                               | 1º novembre 2014  | 13 marzo 2015    |
| 9  | 109             | Birthday Girl Down           | Festeggiata a terra                        | 8 novembre 2014   | 16 marzo 2015    |
| 10 | 110             | Too Much Game                | Una sfida impossibile                      | 15 novembre 2014  | 17 marzo 2015    |
| 11 | 111             | Henry the Man-Beast          | Henry l'uomo-bestia                        | 22 novembre 2014  | 18 marzo 2015    |
| 12 | 112             | Invisible Brad               | L'invisibile Brad                          | 10 gennaio 2015   | 9 giugno 2015    |
| 13 | 113             | Spoiler Alert                | Attenzione: finale svelato!                | 24 gennaio 2015   | 10 giugno 2015   |
| 14 | 114             | Let's Make A Steal           | La ruota della sfortuna                    | 31 gennaio 2015   | 11 giugno 2015   |
| 15 | 115             | Super Volcano                | Il super vulcano                           | 7 febbraio 2015   | 12 giugno 2015   |
| 16 | 116             | My Phony Valentine           | La mia strana innamorata                   | 14 febbraio 2015  | 15 giugno 2015   |
| 17 | 117             | Caved In                     | Intrappolati                               | 28 febbraio 2015  | 16 novembre 2015 |
| 18 | 118             | Elevator Kiss                | Bacio in ascensore                         | 7 marzo 2015      | 17 novembre 2015 |
| 19 | 119             | Man of the House             | L'uomo di casa                             | 14 marzo 2015     | 18 novembre 2015 |
| 20 | 120             | Dream Busters                | Demolitori di sogni                        | 21 marzo 2015     | 19 novembre 2015 |
| 21 | 121             | Kid Grounded                 | Henry, in punizione!                       | 4 aprile 2015     | 20 novembre 2015 |
| 22 | 122             | Captain Jerk                 | Capitan Idiota                             | 11 aprile 2015    | 23 novembre 2015 |
| 23 | 123             | The Bucket Trap              | La trappola del secchio                    | 18 aprile 2015    | 24 novembre 2015 |
| 24 | 124             | Henry & The Bad Girl, Part 1 | Henry e la cattiva ragazza (prima parte)   | 2 maggio 2015     | 25 novembre 2015 |
| 25 | 125             | Henry & The Bad Girl, Part 2 | Henry e la cattiva ragazza (seconda parte) | 9 maggio 2015     | 26 novembre 2015 |
| 26 | 126             | Jasper's Real Girlfriend     | La vera ragazza di Jasper                  | 16 maggio 2015    | 27 novembre 2015 |

## L'inizio (prima parte & seconda parte)
- Titolo originale: The Danger Begins
- Diretto da: Steve Hoefer
- Scritto da: Dan Schneider e Dana Olsen

### Trama
Henry Hart (Jace Norman) ottiene un lavoro come braccio destro di Captain Man. Ora deve tenere nascosta la sua 'nuova identità', senza rivelarla a nessuno. Henry, per farsi valere, deve riuscire, insieme a Ray/Capitan Man (Cooper Barnes), a mantenere la pace in città, sconfiggendo tutti i nemici che troverà sulla sua strada. Un nuovo nemico, "Il Moccioso", intanto, sta pianificando di trasformare tutti i bambini di Swellview in mostri. Nel frattempo, Jasper (Sean Ryan Fox) sta tenendo una festa di compleanno, ma ci sono solo due ragazzi e Charlotte (Riele Downs), a un certo punto arriva Henry e per fare un piacere a Jasper invita Captain Man e la festa ha avuto un gran successone.

## Effetti collaterali
- Titolo originale: Mo' Danger, Mo' Problems
- Diretto da: Steve Hoefer
- Scritto da: Dan Schneider e Dana Olsen

### Trama
Capitan Man regala a Henry uno speciale orologio a ologramma, così da poterlo contattare in qualsiasi momento. Subito dopo intervengono per fermare una rapina in un negozio di vetro; durante la colluttazione col criminale rompono la maggior parte degli articoli, così che il proprietario li costringe a ripulirlo dai cocci. Il giorno dopo il ragazzo, per la stanchezza, si addormenta in classe, e viene per questo rimproverato. A casa, nonostante la stanchezza, deve preparare la cena per i familiari, e il padre gli intima di prendere il massimo dei voti nel prossimo compito della storia sul Porto Rico per rimediare al suo basso rendimento scolastico, altrimenti avrebbe dovuto lasciare il lavoro in negozio. Poco dopo viene contattato da Capitan Man, ma finisce per addormentarsi. Quando il supereroe si dirige nella sua stanza, Henry gli confessa a non riuscire a occuparsi della scuola, il lavoro e la famiglia al contempo. Per aiutarlo Capitan Man e Gootch (Duncan Bravo), che allora utilizzano una speciale macchina per fargli memorizzare la storia del Porto Rico. In questo modo Henry riesce a ottenere 100. Tuttavia, la macchina gli lascia alcuni effetti collaterali, ovvero mischiare le parole e strillare come una ragazza.

## Il segreto svelato
- Titolo originale: The Secret Gets Out
- Diretto da: Steve Hoefer
- Scritto da: Dan Schneider e Dana Olsen

### Trama
Charlotte intuisce che Henry è Kid Danger, e gli rivela di aver scoperto il suo segreto; Henry così lo confessa. Tuttavia, quando spiega a Ray quello che è successo, questo lo licenzia, in quanto aveva fatto il giuramento di non dirlo a nessuno. Henry cade in depressione, ma Charlotte pensa di aiutarlo a riavere il lavoro, facendogli individuare lo Squalo del Telefono, un criminale che da più di un anno divora i telefoni altrui. Kid Danger lo sconfigge e attribuisce il merito a Capitan Man; questo fa superare una rapida prova a Charlotte, e poi riammette Henry come aiutante e accetta la ragazza come una loro assistente.

## Le lacrime dell'Allegro Maggiolino
- Titolo originale: Tears Of The jolly beetle
- Diretto da: Russ Reinsel
- Scritto da: Dan Schneider e Christopher J. Nowak

### Trama
Charlotte, Piper (Ella Anderson) e Jasper sono alla premiazione di Captain Man e Kid Danger del comune. A fine premiazione Jasper per avere un autografo di Capitan Man, gli lancia la scatola della Action-Figure che lo ferisce sul labbro. Henry nota subito che il labbro sanguina, così, una volta arrivati alla Man-Caverna, lui e Gooch lo sottopongono a vari test per capire se è ancora invulnerabile al dolore. Nel frattempo, guardando i video della premiazione, Charlotte nota che una donna ha spruzzato un po' di profumo sul collo di Ray e così l'uomo intuisce che nella boccetta del profumo c'erano le lacrime dell'Allegro Maggiolino. Ray, depresso sta seduto sul divano senza fare niente, facendo fare a Henry tutto il lavoro da solo. Charlotte, facendo delle ricerche scopre che sono stati consegnati moltissimi Maggiolini ad un magazzino abbandonato, così Henry, vestito da Kid Danger si reca lì. Nel magazzino c'è il dottor Myniak che fa piangere i maggiolini; Henry si nasconde dietro degli scatoloni e fa un'irruzione, ma viene subito bloccato da una guardia, quando all'improvviso compare Ray che lo aiuta a sconfiggere gli scagnozzi e liberare i maggiolini. Arrivati alla Man-Caverna Gooch e Ray fanno ridere i maggiolini, rendendo Captain Man un'altra volta invulnerabile.

## Il supplente
- Titolo originale: Substitute Teacher
- Diretto da: Russ Reinsel
- Scritto da: Dan Schneider e Dave Malkoff

### Trama
A scuola arriva un nuovo compagno: Ortho. A Charlotte e Henry risulta molto strano il suo comportamento e le sue domande riguardanti le videocamere nei corridoi. I ragazzi decidono di avvertire Capitan Man del comportamento del ragazzo. L'uomo inizia a pensare che lui sia una persona un po' strana ma non cattiva, ma poi, vedendo una sua foto comincia a sospettare che sia il figlio di Drill Finger, un dentista criminale di Swellview. Ray così si finge supplente di storia (dopo aver fatto ammalare la vera prof) e convince Ortho a portare il padre a scuola. Una volta a scuola, Ray fa svenire Ortho e il padre e insieme ad Henry e Charlotte porta i due nel loro nascondiglio, dove scoprono tramite Gooch che Drill Finger è in Nebraska. Così i ragazzi si rendono conto che quelli che credevano un problema per la società, in realtà sono solo delle persone con atteggiamenti un po' bizzarri. Alla fine, per evitare di essere denunciati Capitan Man e Kid Danger cancellano loro la memoria e li abbandonano vicino ad una discarica.

## Jasper Danger
- Titolo originale: Jasper Danger
- Diretto da: Steve Hoefer
- Scritto da: Dan Schneider e Dana Olsen

### Trama
Per compiacerla, Jasper fa credere a una compagna di classe di essere Kid Danger. Essendo Halloween, indossa il costume del supereroe. Durante la loro ricerca di caramelle, si trovano faccia a faccia con uno scassinatore.

## Il meteorite
- Titolo originale: The Space Rock
- Diretto da: Russ Reinsel
- Scritto da: Dan Schneider e Jake Farrow

### Trama
Una creatura aliena esce da una pietra proveniente dallo spazio. Dopo essersi nascosta nello zaino di Henry, terrorizza casa Hart e Capitan Man fa ciò che può.

## Festeggiata a terra
- Titolo originale: Birthday Girl Down
- Diretto da: Adam Weissman
- Scritto da: Dan Schneider e Christopher J. Nowak

### Trama
Henry scopre di non essere stato invitato al compleanno di Debbie Putch. L'anno scorso, Henry è stato accusato di essere responsabile di una caduta dal tetto della sua casa, sebbene abbia sempre rivendicato la sua innocenza.

## Una sfida impossibile
- Titolo originale: Too Much Game
- Diretto da: Steve Hoefer
- Scritto da: Dan Schneider e Dave Malkoff

### Trama
Nella squadra di basket entra un nuovo compagno, Shawn Corbit (interpretato dal cestista NBA Russell Westbrook), che ha 14 anni ma sembra essere più grande e l'allenatore organizza un torneo contro Henry e chi perde è fuori dalla squadra. Intanto la Man Caverna è impazzita, ma solo un uomo può ripararla, Schwotz Schwartz (Michael D. Cohen) (un ex dipendente di Ray che ha progettato la Man Caverna), ma Ray è arrabbiato con Schwotz perché gli ha rubato la sua ragazza. Schwotz dà a Henry una manica e degli occhiali inventati da lui che gli permettono di farlo diventare più bravo a basket, ma durante il torneo Shawn si dimostra essere più bravo di Henry e vince. Alla fine si scopre che Shawn ha 26 anni e l'allenatore lo ha ricattato per far vincere il campionato alla squadra. Capitan Man sistema l'allenatore e restituisce il lavoro a Schwotz.

## Henry l'uomo-bestia
- Titolo originale: Henry the Man-Beast
- Diretto da: Steve Hoefer
- Scritto da: Dan Schneider e Dana Olsen

### Trama
Mentre Henry e Charlotte stanno smistando un magazzino di strani macchinari, Henry appoggia per sbaglio una mano su un macchinario che trasforma uomini in bestia. Henry pian piano si trasforma in bestia rovinando l'appuntamento con Chloe Hartman (Jade Pettyjohn) e Charlotte e Ray lo devono salvare prima che diventi definitivamente una bestia, facendo andare il ristorante a fuoco. Una volta che Ray sotto forma di Capitan Man ha stordito Henry, lo porta nella Man Caverna dove Schwotz  lo fa tornare normale. Una volta tornato normale Henry si scusa con Chloe per come si è comportato al ristorante e quest'ultima lo perdona e fanno una cenetta romantica nella camera di Henry.

## L'invisibile Brad
- Titolo originale: Invisible Brad
- Diretto da: Adam Weissman
- Scritto da: Dan Schneider e Jake Farrow

### Trama
Brad, un uomo che è diventato invisibile dopo essere stato vittima di un criminale, crede che quest'ultimo gli debba un debito. Brad l'invisibile vuole diventare il compagno del criminale. Mette Henry a dura prova per spingerlo a dimettersi.

## Attenzione: finale svelato!
- Titolo originale: Spoiler Alert
- Diretto da: Adam Weissman
- Scritto da: Dan Schneider e Christopher J. Nowak

### Trama
Henry e Ray devono fare i conti con The Spoiler, un nuovo fastidioso supercattivo adolescente che scopre i finali di programmi TV e film e ne parla alla gente prima che lo vedano. Nel frattempo, Piper cerca di entrare nei Man Fans, un fan club di Captain Man guidato da Paula Makiato, e passa attraverso il processo di iniziazione con l'ultimo che coinvolge ottenere un selfie con Captain Man.

## La ruota della sfortuna
- Titolo originale: Let's Make a Steal
- Diretto da: Steve Hoefer
- Scritto da: Dan Schneider e Dave Malkoff

### Trama
Henry è costretto da Capitan Man e Charlotte a partecipare a Gira e Vinci, un gioco televisivo, per indagare sui furti avvenuti nelle case dei vincitori del gioco.

## Il super vulcano
- Titolo originale: Super Volcano
- Diretto da: Russ Reinsel
- Scritto da: Dan Schneider e Dana Olsen

### Trama
Schwoz avvisa Ray, Henry e Charlotte che entro poco tempo esploderà un vulcano su Swelview.

## La mia strana innamorata
- Titolo originale: My Phony Valentine
- Diretto da: Steve Hoefer
- Scritto da: Dan Schneider e Dana Olsen

### Trama
Quando Henry chiede alla sua cotta Bianca (Maeve Tomalty) di essere il suo biglietto di San Valentino e di uscire con lui al Club Soda, lei rifiuta la sua offerta poiché Mitch Bilsky (Andrew Caldwell) le ha già chiesto di uscire. Per impressionare Bianca, Schwoz fornisce a Henry un androide che può essere trasformato in qualsiasi forma umana come una data che si chiama Tiffany. Nel frattempo, Capitan Man ha un riluttante appuntamento con la professoressa di Henry, Miss Shapen, in modo che cambierà il grado di Henry in un test che ha fallito.

## Intrappolati
- Titolo originale: Caved In
- Diretto da: Nathan Kress
- Scritto da: Dan Schneider e Christopher J. Nowak (sceneggiatura); Tara Hernandez (soggetto)

### Trama
Henry e Charlotte hanno in programma di portare Ray al Six Poles Amusement Park per dare a Ray l'infanzia che non ha mai avuto. Quando Jasper attiva accidentalmente la modalità di blocco di emergenza per la Man Caverna e Junk 'n' Stuff, Henry, Charlotte e Ray rimangono intrappolati nella Man Caverna, rovinando i piani. Allo stesso tempo, Jasper e Piper sono intrappolati al piano di sopra da soli.

## Bacio in ascensore
- Titolo originale: Elevator Kiss
- Diretto da: Steve Hoefer
- Scritto da: Dan Schneider e Dave Malkoff

### Trama
Kid Danger e Bianca si baciano. Henry è sconvolto quando si rende conto che Bianca ha baciato Kid Danger e si sente tradito.

## L'uomo di casa
- Titolo originale: Man of the House
- Diretto da: Russ Reinsel
- Scritto da: Dan Schneider e Dana Olsen

### Trama
Alla madre di Henry viene rubata la borsa mentre suo padre è a Baltimora per alcuni giorni. Capitan Man vede l'opportunità di passare più tempo con la madre di Henry e si stabilisce dagli Hart.

## Demolitori di sogni
- Titolo originale: Dream Busters
- Diretto da: Adam Weissman
- Scritto da: Dan Schneider e Jake Farrow

### Trama
Henry viene colpito da un'arma del Dottor Miniak che lo fa sprofondare in un sonno profondo e lo rende prigioniero di sogni bizzarri. Ray, Charlotte e Schwoz ricorrono quindi a misure drastiche per svegliare Henry.

## Henry, in punizione!
- Titolo originale: Kid Grounded
- Diretto da: Russ Reinsel
- Scritto da: Dan Schneider e Christopher J. Nowak

### Trama
Henry e sua sorella non smettono di litigare e i loro genitori li mettono in punizione. Sarà quindi Charlotte a sostituire Henry al fianco di Capitan Man!

## Capitan Idiota
- Titolo originale: Captain Jerk
- Diretto da: Mike Caron
- Scritto da: Dan Schneider e Dave Malkoff (sceneggiatura); Andrew Thomas (soggetto)

### Trama
Quando un video di Captain Man che fa a pezzi il banco della limonata di due bambini diventa virale, la gente inizia a parlar male; tuttavia, ciò che la gente non riesce a capire è che stava davvero cercando di uccidere un ragno mortale. Nel tentativo di migliorare la sua immagine, Captain Man organizza una competizione, in cui le prime tre persone a indovinare il numero giusto vincono un tour della Man Cave; tuttavia, quando Jasper e Piper sono tra i vincitori, Henry si preoccupa che lo riconosceranno. Schwoz aiuta Henry attaccando un dispositivo al collo che rende la sua voce più profonda. Più tardi, come copertura per spiegare la sua voce profonda, Henry dice ai vincitori che ha attraversato la pubertà.

## La trappola del secchio
- Titolo originale: The Bucket Trap
- Diretto da: Nathan Kress
- Scritto da: Dan Schneider e Dana Olsen

### Trama
Ray scommette con i suoi giovani amici sulla capacità di Jasper di mantenere un segreto. Grazie ad alcuni sotterfugi i due contendenti cercano di avere meglio e...

## Henry e la cattiva ragazza (parte 1 e 2)
- Titolo originale: Henry & The Bad Girl (part 1 and 2)
- Diretto da: Steve Hoefer
- Scritto da: Dan Schneider e Jake Farrow (parte 1); Dan Schneider e Dave Malkoff (parte 2)

### Trama
Kid Danger e Capitan Man devono fermare una banda di graffitari, i "WallDogs", capitanata da Vandel. Di notte, li aspettano al "Big Puts" ma Henry si trova da solo a fronteggiarli perché Capitan Man si assenta per andare in bagno, loro riescono a scappare ma riesce a catturare una ragazza che però lo incatena al lavapalline, dice di incontrarla la sera seguente, a mezzanotte, sotto la scritta di Swellview, da solo poi lo bacia e scappa. Tornati alla Man Caverna, Ray e Charlotte scoprono che ha baciato questa ragazza ma lui mente sull'avere informazioni, ovvero l'appuntamento. La notte dopo si incontrano, lei gli dice il suo nome e cerca di fargli vandalizzare la scritta ma arriva Capitan Man che, dopo aver ingaggiato un combattimento con Henry, viene sconfitto. Così Henry e Veronika (la ragazza, interpretata da Madison Iseman) scappano, facendo intendere la voglia di Kid Danger di unirsi al male.
Veronika presenta i WallDogs a Henry, dopo i dubbi iniziali e il suo cambio di look lo accettano nella banda ma gli dicono che per essere una cosa ufficiale devono andare al loro nascondiglio segret o, l'Old Maple Grill, un magazzino abbandonato. Nel frattempo arriva Jasper che li stava spiando e come ulteriore prova del suo cambiamento Kid Danger lo imbratta con lo spray (questo sarà un colpo di fortuna dato che Henry scrive sulla schiena di Jasper OMG, la sigla del nascondigli o, così Charlotte e Ray lo scoprono). Henry viene portato al rifugio, dove incontra Vandel che gli dice che se vuole davvero unirsi a loro deve avere il marchio della gang (la sigla WD che viene impressa su un braccio con una lastra di ferro bollente), arriva Capitan Man e Henry torna al bene, dicendo che era tutto un piano e, dopo una spiegazione di 45 minuti, ingaggiano un combattimento che vede i WallDogs sconfitti, ciò nonostante lui fa scappare Veronika, evitandole così la prigione. Si incontrano sotto la scritta e lui le fa promettere di non imbrattare più le proprietà altrui, una promessa smentita subito dop dato che si vede la scritta già vandalizzata da lei (forse nel mentre che i due supereroi erano alle prese con l'intervista per il telegiornale).